# Krisztián Kecsmár

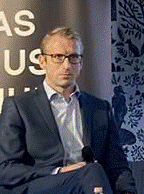
Krisztián Kecsmár (2023)

Krisztián Attila Kecsmár (* 1975 in Budapest) ist ein ungarischer Jurist. Er ist Richter am Gericht der Europäischen Union.

## Leben und Wirken
Kecsmár studierte Rechtswissenschaften an der Universität Paris-Süd. Dort erwarb er 1998 die Licence en droit, 1999 die Maîtrise en droit und 2000 schließlich einen Mastertitel in „Unternehmen und Recht der Europäischen Union“. Ab 2001 arbeitete er als Rechtsanwalt in Ungarn, bis er 2005 als Referent in der Generaldirektion Informationsgesellschaft und Medien in den Dienst der Europäischen Kommission trat. 2009 wechselte er als Referent in die Generaldirektion Wettbewerb. Diese Tätigkeit wurde unterbrochen durch eine einjährige Abordnung von Mai 2015 bis April 2016 an das ungarische Justizministerium. Anschließend kehrte er kurz nach Brüssel zurück, bevor er als Staatssekretär für die internationale und europäische justizielle Zusammenarbeit fest in das ungarische Justizministerium wechselte. 2018 kehrte er als Referent in die Generaldirektion Wettbewerb der Europäischen Kommission zurück.
Kecsmár wurde am 27. Oktober 2021 als Nachfolger des zum Europäischen Gerichtshof gewechselten Zoltán Csehi zum Richter am Gericht der Europäischen Union ernannt.